# 713-та піхотна дивізія (Третій Рейх)
713-та піхотна дивізія (Третій Рейх) (нім. 713. Infanterie-Division) — піхотна дивізія Вермахту, що входила до складу німецьких сухопутних військ у роки Другої світової війни.

## Історія з'єднання
713-та піхотна дивізія була створена у 15-й хвилі мобілізації вермахту у травні 1941 року в Карлсбаді у XIII військовому окрузі як дивізія для виконання окупаційних функцій.
У вересні дивізію передислокували на Балкани, де передали в підпорядкування XVIII гірського корпусу 12-ї армії для проведення контрпартизанських операцій на Балканах під час завоювання Південної Греції та Криту. Згодом відбулося переміщення окупаційної дивізії на Крит. 15 січня 1942 року дивізія на Криті була розформована, а штаб був перейменований у 1-шу фортечну Критську бригаду.

## Райони бойових дій
- Німеччина (травень — вересень 1941)
- Греція (вересень 1941 — січень 1942)

## Командування

### Командири
- оберст, згодом генерал-майор Франц Фен (2 травня 1941 — 15 січня 1942)

### Підпорядкованість
| Час      | Корпус         | Армія          | Група армій (округ) | Штаб     |
| -------- | -------------- | -------------- | ------------------- | -------- |
| 1941     |                |                |                     |          |
| травень  | формування     | формування     | XIII ВО             | Карлсбад |
| липень   | ОКГ            | ОКГ            | XIII ВО             | Карлсбад |
| вересень | XVIII гк       | 12 А           | ГК «Південний Схід» | Греція   |
| жовтень  | —              | 12 А           | ГК «Південний Схід» | Крит     |
| 1942     |                |                |                     |          |
| січень   | перегрупування | перегрупування | перегрупування      | Крит     |

## Склад
| 1941                                                       |
| ---------------------------------------------------------- |
| 733-й піхотний полк                                        |
| 746-й піхотний полк                                        |
| 653-й артилерійський дивізіон                              |
| 713-й комплект дивізійних частин забезпечення та підтримки |